# Ellipteroides balzapambae
Ellipteroides balzapambae är en tvåvingeart som först beskrevs av Alexander 1941.  Ellipteroides balzapambae ingår i släktet Ellipteroides och familjen småharkrankar.
Artens utbredningsområde är Ecuador. Inga underarter finns listade i Catalogue of Life.